# Neil Stephens

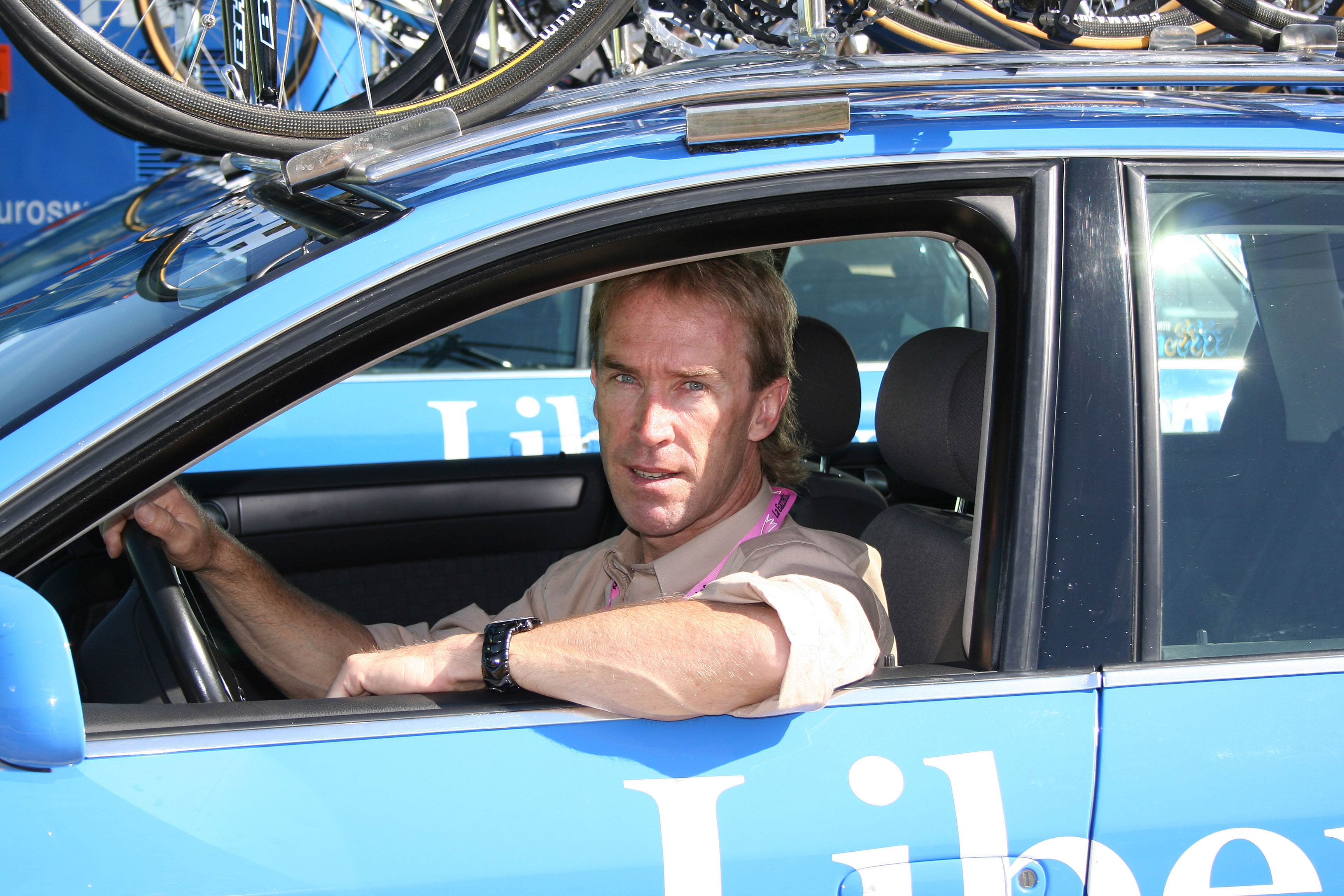
Neil Stephens als ploegleider in de Giro van 2005

Neil Stephens (Canberra, 1 oktober 1963) is een voormalig Australisch wielrenner. In zijn carrière heeft hij weinig gewonnen, maar wekte hij bij zijn collega's en het publiek veel sympathie. In 1992 reed hij alle drie grote wielerrondes uit. Zijn zege in de zeventiende etappe van de Ronde van Frankrijk van 1997 werd hem door velen dan ook van harte gegund. Daarna raakte hij echter verzeild in de Festina-dopingaffaire. Hij vervolgde zijn carrière als ploegleider bij onder meer Liberty Seguros, Caisse d'Epargne en sinds 2012 bij Orica-GreenEdge.

## Belangrijkste overwinningen
1991
- Prueba Villafranca de Ordizia

1993
- Prueba Villafranca de Ordizia

1994
- Prueba Villafranca de Ordizia

1995
- Prueba Villafranca de Ordizia

1996
- Eindklassement Ronde van Andalusië

1997
- 17e etappe Ronde van Frankrijk

### Resultaten in voornaamste wedstrijden
| Jaar | Ronde van Italië | Ronde van Frankrijk | Ronde van Spanje |
| ---- | ---------------- | ------------------- | ---------------- |
| 1986 | 78e              |                     |                  |
| 1992 | 57e              | 74e                 | 66e              |
| 1994 |                  | 52e                 |                  |
| 1995 |                  | 60e                 |                  |
| 1996 |                  | 49e                 |                  |
| 1997 |                  | 54e (1)             | 55e              |
| 1998 |                  | opgave              |                  |

| Jaar | Milaan-San Remo | Luik-Bast.‑Luik |
| ---- | --------------- | --------------- |
| 1994 |                 | 56e             |
| 1996 | 18e             |                 |

## Ploegen
- 1985-Peugeot-Michelin
- 1986-Santini-Cierre
- 1987-Ariostea-Gres
- 1987-Ever Ready-Ammaco
- 1988-Zero Boys
- 1989-Caja Rural-Paternina
- 1990-Artiach-Royal
- 1991-Paternina Sport
- 1992-ONCE
- 1993-ONCE
- 1994-ONCE
- 1995-ONCE
- 1996-ONCE
- 1997-Festina-Lotus
- 1998-Festina-Lotus